# Schultzia
Schultzia es un género de foraminífero bentónico considerado homónimo posterior de Schultzia Grimm, 1876, y sinónimo posterior de Schultzella de la familia Lagynidae, del suborden Allogromiina y del orden Allogromiida. Su especie-tipo era Platoum parvum. Su rango cronoestratigráfico abarcaba el Holoceno.

## Clasificación
Schultzia incluía a las siguientes especies:
- Schultzia adriatica
- Schultzia diffluens
- Schultzia pelagica